# IM Большого Пса
IM Большого Пса (лат. IM Canis Majoris) — двойная затменная переменная звезда типа Алголя (EA) в созвездии Большого Пса на расстоянии приблизительно 4814 световых лет (около 1476 парсеков) от Солнца. Видимая звёздная величина звезды — от +10,96m до +10,32m. Орбитальный период — около 1,7895 суток.

## Характеристики
Первый компонент — бело-голубая звезда спектрального класса B5V.